# Gabriel Chavarria
Gabriel Chavarria (* 29. April 1989 in den Vereinigten Staaten) ist ein US-amerikanischer Schauspieler.

## Leben und Wirken
Chavarria wuchs als Sohn honduranischer Immigranten in ärmlichen Verhältnissen in Los Angeles auf. Mit 13 Jahren wurde er als Fußballspieler in das Olympic Development Program aufgenommen, sein Schauspieldebüt feierte er 2007 im Kinospielfilm Freedom Writers, nachdem er zufällig am Vorsprechen dafür teilgenommen hatte. Von 2013 bis 2016 spielte er in der Hulu-Serie East Los High eine Hauptrolle, im Jahr 2018 war er in einer Hauptrolle in der ersten Staffel der Serie The Purge – Die Säuberung zu sehen.

## Filmografie (Auswahl)
- 2007: Freedom Writers
- 2011: A Better Life
- 2012: Chris/tina (Fernsehserie, Folge 1.01)
- 2013: Major Crimes (Fernsehserie, Folge 2.07)
- 2013–2016: East Los High (Fernsehserie, 61 Folgen)
- 2015: Aquarius (Fernsehserie, Folgen 1.10–1.11)
- 2016: Lowriders
- 2017: Planet der Affen: Survival (War for the Planet of the Apes)
- 2018: Hunter Killer
- 2018: The Purge – Die Säuberung (The Purge, Fernsehserie, 10 Folgen)